# Калмицький яр

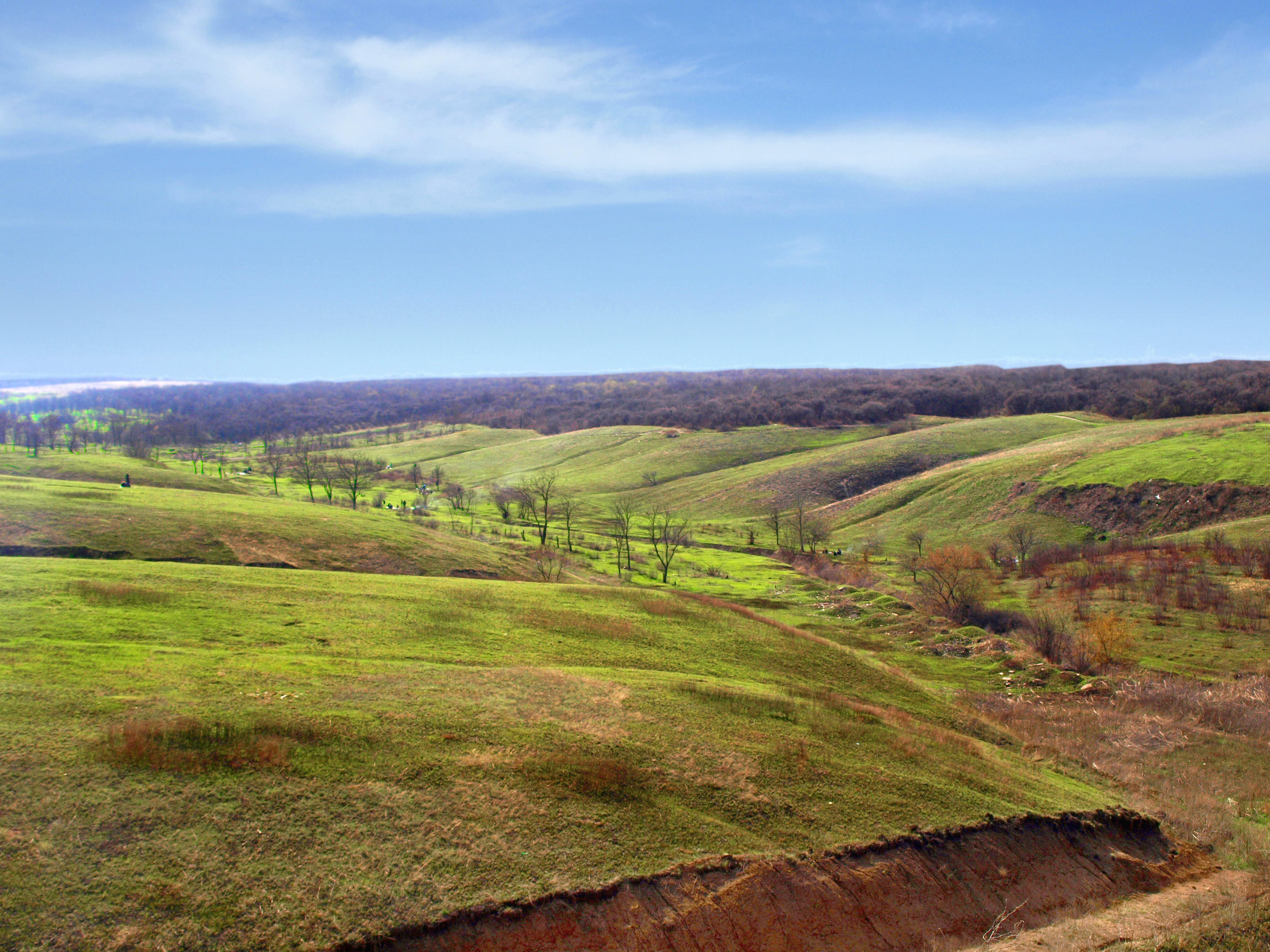
Калмицький яр на південний захід від об'їзної дороги

Калми́цький яр — урочище ерозійної формації на південно-східних околицях міста Луганськ.

## Назва
Назва пов'язана із калмиками, які кочували Донбасом у XVII–XVIII століттях/

## Географічне положення
Територія яру належить до Донецької північно-степової провінції Донецької фізико-географічної області Донецької височини. Довжина 6 км. Яр протягнувся з південного-сходу на північний захід. Являє собою частину сточища річки Вільхівка. Верхів'я яру обсаджені штучними лісовими насадженнями. У кінці яру, перед кварталом Луганським, створено протипаводкову греблю. Яр перетинають два ґрунтові насипи автошляхів. Верхів'я лівого схилу обсаджені лісовими насадженнями. В околицях яру розташовані мікрорайони Зарічний, Мирний, Південний, селище Косіора, Героїв Сталінграду, Щербакова, Луганський.

## Рельєф
У геоморфологічному відношенні територія приурочена до Донецького кряжу. Ця територія представлена південно-східним степовим схилом з кутом нахилу 30-40° та перепадом висом до 40 м, з сильно розвинутою ерозійно-овражною системою.

## Клімат
Кліматичні ресурси характеризуються гідротермічним коефіцієнтом 0,8-0,9, середня кількість опадів за рік 390—460 мм.

## Ґрунти
В основі лівого схилу ґрунти представлені малогумусними чорноземами, інша територія — карбонатними ґрунтами. У ґрунтовому покриві верхів'я та правого схилу переважають чорноземи звичайні пилувато-важкосуглинкові на лесовидному суглинку різного ступеня змитості.

## Рослинність

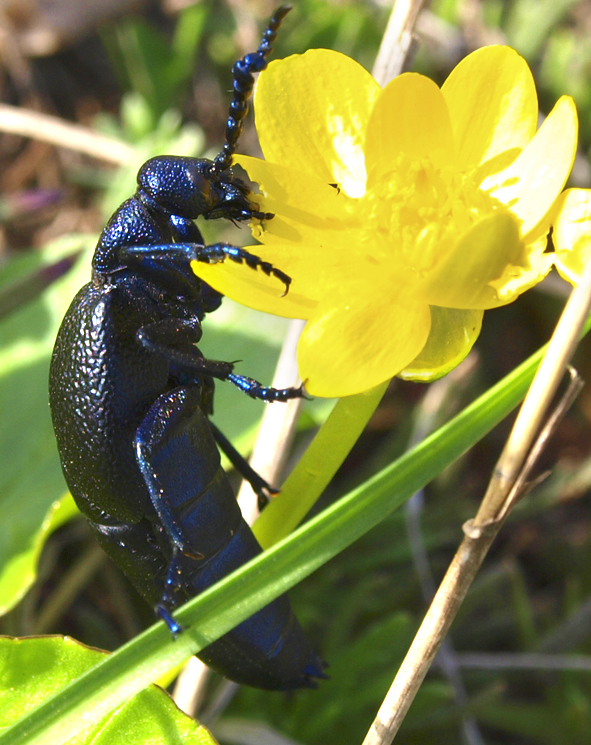
Турун поїдає пелюстки калюжниці

Згідно з геоботанічним районуванням України вона належить до Луганського району Донецького геоботанічного округу Причорноморської степової провінції Європейсько-Азійської степової області.

### Мергельна рослинність

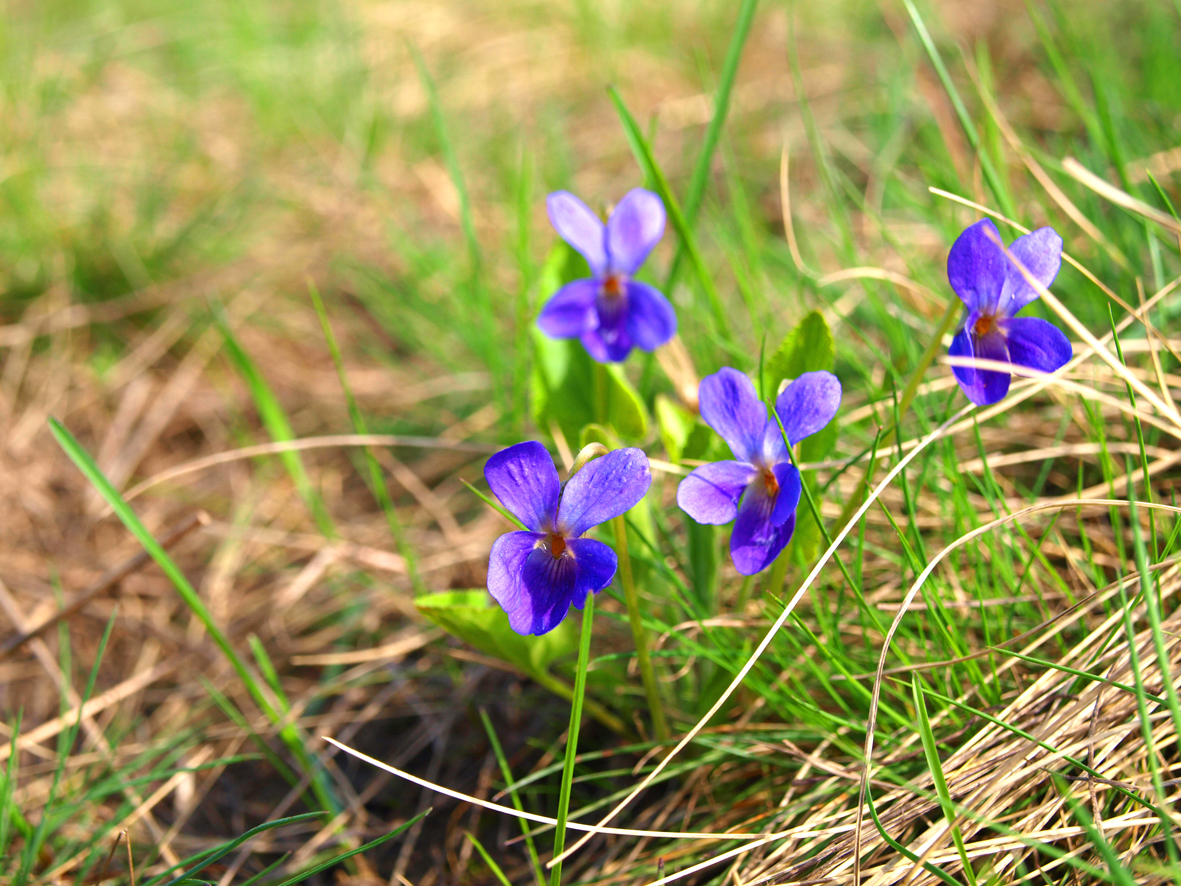
Фіалки в яру навесні

На околицях кварталів Зарічний та Мирний біля спеціалізованої середньої школи № 57 Артемівського району міста Луганська зберігся унікальний комплекс мергельної рослинності з участю раритетних видів з флори України. Загальна площа масиву приблизно становить 10 га.
Степова рослинність урочища не однорідна. Виділені закономірності розташування. У підніжжя схилу типовими є асоціації з участю ковили волосистої (Stipa capillata L.), стоколосу прибережного (Bromus riparia (Rehm.) Holub), шавлії пониклої (Salvia nutans L.), котячої м'яти паннонської (Nepeta panonica L.), шандри ранньої (Marrubium praecox Janka), дельфініума яскраво-червоного (Delphinium puniceum Pall)та інших видів або пирія повзучого (Eletrygia repens L.). Проєктивне покриття становить 70-90 %. У цих угрупованнях беруть участь раритетні види: ковила волосиста, дельфініум яскраво-червоний, поодиноко горицвіт волзький (Adonis wolgensis Stev.) та льон Чорняєва (Linum czernjaevii Klok.).
Центральна частина схилу характеризується асоціаціями з участю ковили Лессінга (Stipa lessingiana Trin. et Rupr.), громовика донського (Onosma tanaitica Klok.), льону Чорняєва, волошки Маршала (Centaurea marshalliana Spreng.), чебреця крейдяного (Thymus calcareus Klok. ex Shost.) та різнотрав'я або ковили Лессінга, льону Чорняєва, громовика донського та різнотрав'я. Проєктивне покриття цих асоціацій дорівнює 60-70 %. У них зустрічаються види з Червоної книги України: ковила Лессінга, ковила волосиста, громовик донський, тюльпан змієлистий (Tulipa ophiophylla Klok. et Zoz), сон чорніючий (Pulsatilla nigricans) та з регіонального списку: чебрець крейдяний, горицвіт волзький, волошка руська (Centaurea ruthenica) та інші.
Вершину схилу займають асоціації з участю ковили Лессінга, костриці борознистої (Festuca rupicola), шавлії пониклої, кринітарії волохатої (Crinitaria villosa (L.) Grossh.), льону Чорняєва та різнотрав'я або ковили волосистої, карагани кущової (Caragana frutex (L.) C. Koch.), шавлії пониклої, волошки Маршала, громовика донського та різнотрав'я. Проєктивне покриття становить 70-80 %. У них беруть участь, крім вищенаведених раритетних видів, астрагал крейдолюбний (Astragalus cretophilus Klok.), занесений до Червоної книги України, та астрагал Генінга (Astragalus henningi (Stev.) Boris), занесений у Європейський Червоний список.
На території урочища було знайдено вид рослин з Європейського Червоного списку (астрагал Генінга), 7 видів із Червоної книги України — астрагал крейдолюбний, дельфініум яскраво-червоний (в Україні знаходиться на північно-західній межі свого ареалу, на сьогодні, відомо лише 4 місця на території країни), громовик донський, сон чорніючій, тюльпан змієлистий, ковила Лессінга, ковила волосиста, а також 11 видів з регіонального списку. Крім того, майже всі описані угрупування, занесені до сторінок Зеленої книги України що свідчить про унікальність цього урочища.

## Екологічний стан

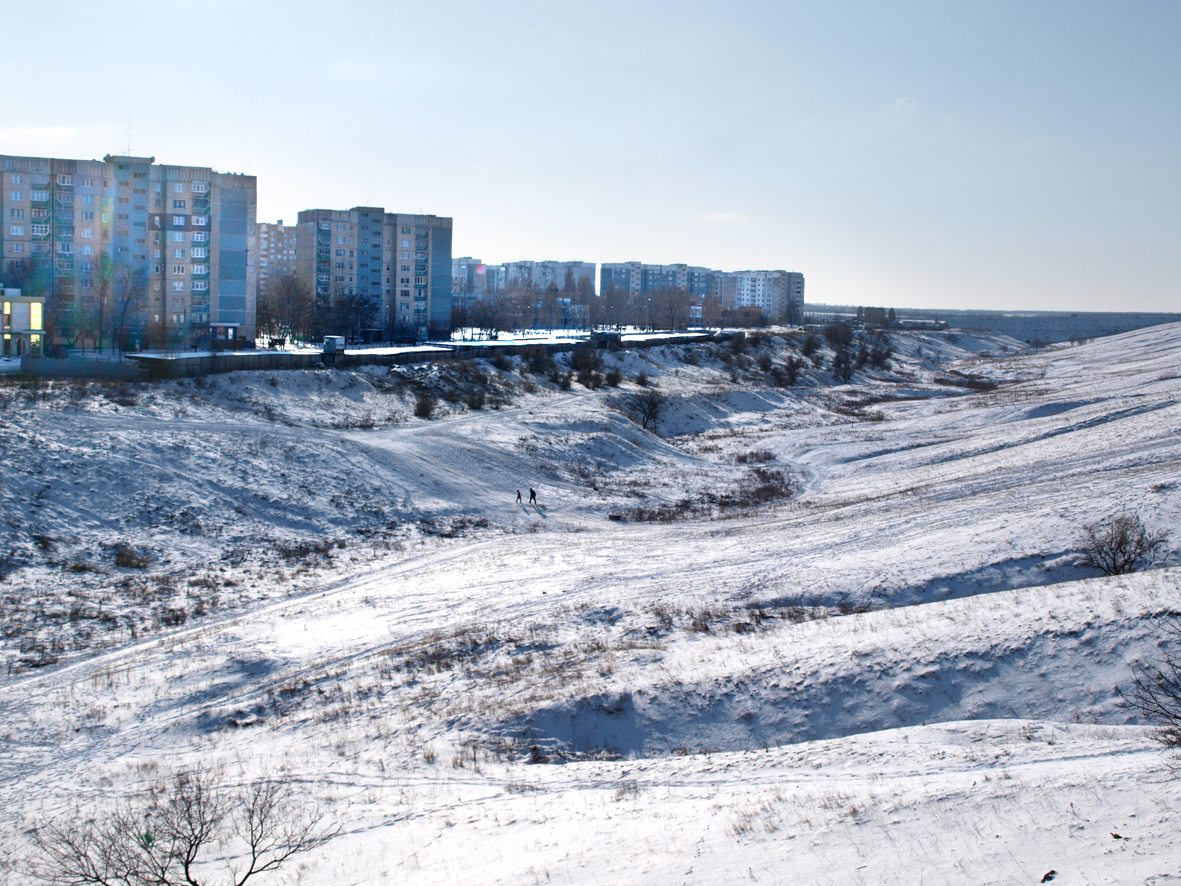
Квартали Зарічний і Мирний над Калмицьким яром

Через близьке розташування густонаселених жилих кварталів міста Луганська, це урочище зазнає значний антропогенний тиск (випас кіз та овець, збір рослин на букети, місце відпочинку місцевих мешканців, стихійне сміттєзвалище). Із введенням в експлуатацію бензозаправки, погіршав стан із забрудненням ґрунтів, повітря, збільшення кількості сміття.
Створення ботанічного заказника загальнодержавного значення «Мергельний яр» на території міста Луганська дозволить:
- зберегти масив унікальної степової рослинності, багатої рідкісними та зникомими видами,
- зберегти типовий ландшафт південного-сходу України,
- може слугувати навчально-виховною базою для проведення занять з біології рідного краю.

У заповідному об'єкті недоцільно проводити випасання тварин, видобування мергелю, забудову території, викошування сіна, усю іншу діяльність, яка може негативно вплинути на стан рослинності.

## Сучасність
За Генеральним планом (2011 року) у Калмицькому яру неподалік від спеціалізованої середньої школи № 57 заплановано зведення фізкультурно-спортивного комплексу